# Ferdinand Villard
Pour les articles homonymes, voir Villard.
Ferdinand Villard est un homme politique français né le 5 octobre 1842 à Saint-Christophe (Creuse) et décédé le 8 juillet 1907 à Neuilly-sur-Seine (Hauts-de-Seine).

## Biographie
Médecin à Guéret en 1872, il est conseiller municipal en 1874, adjoint au maire de 1877 à 1884 et maire de Guéret de 1886 à 1907. Conseiller d'arrondissement en 1883, puis conseiller général du canton de Pontarion de 1891 à 1907, il est président du conseil général de 1899 à 1907. Il est sénateur de la Creuse de 1894 à 1907, inscrit au groupe de la Gauche démocratique. Il se spécialise dans les questions de santé publique.

## Sources
- « Ferdinand Villard », dans le Dictionnaire des parlementaires français (1889-1940), sous la direction de Jean Jolly, PUF, 1960 [détail de l’édition]